# Zygonyx fallax
Zygonyx fallax är en trollsländeart som först beskrevs av Henri Schouteden 1934.  Zygonyx fallax ingår i släktet Zygonyx och familjen segeltrollsländor. Inga underarter finns listade i Catalogue of Life.